# Nicole V. Champeau
Nicole V. Champeau, née en 1948 à Cornwall, en Ontario, est une poète, recherchiste et essayiste canadienne qui vit à Ottawa. 

## Biographie
Nicole V. Champeau naît en 1948, à Cornwall (Ontario), et déménage à Ottawa (Ontario) vers la fin des années 1960 pour étudier à l'Université d'Ottawa . Poète, recherchiste et essayiste, elle écrit plusieurs textes ancrés dans le territoire ontarien, plus particulièrement, le Haut-Saint-Laurent.  

## Thèmes et style
Mariant souvenirs, poésie et érudition historique, l'autrice cherche à faire revivre ce qui a été effacé par la création de la voie maritime du Saint-Laurent. Elle a été aux premières loges de la transformation du fleuve, puisque sa famille est l'une de celles qui ont été relocalisées pour les travaux, et cette «blessure» est un fil conducteur majeur de l'œuvre qu'elle tisse au fil des ans.   
Avant d'entreprendre l'écriture de Mémoire des villages engloutis, l'autrice travaille à un roman qui revient sur les lieux de son enfance, mais elle l'abandonne : la fiction ne la satisfait pas, elle a l'impression de trahir ce qui a été. Le manuscrit abandonné devient cependant un chapitre du nouvel l'ouvrage, où elle parle à la fois de la construction de la voie maritime et de la genèse de son texte.    
À travers ses essais, et tout particulièrement Dans Niagara... la voie qui y mène, elle offre «une histoire francophone de la colonisation de l'Ontario». La dimension identitaire de sa démarche est évidente dans son énumération des toponymes français et amérindiens qu'elle relève sur des cartes du 17e et du 18e siècle. Elle n'hésite pas à reproduire les irrégularités orthographiques dans ces appellations pour mieux laisser le lectorat apprécier «l'esthétique d'un autre temps».   
D'une beauté qui ne sacrifie rien à la rigueur, les essais atypiques de Nicole V. Champeau parviennent à susciter chez le lecteur un «sentiment d’appartenance au fleuve, au territoire, à l’Histoire».   
L'intérêt de Nicole V. Champeau pour la géographie est cependant antérieur à ses essais. En effet, il est déjà présent dans Ô Sirènes, libérez-moi, recueil de poèmes qui renverse le voyage initiatique d'Ulysse et propose une «géographie [...] traversée par les lieux du corps féminin». Pour elle, «cheminer vers la poésie, c'est aller vers une vie pure [...] la poésie est la réalité».   

## Œuvres

### Essais
- Mémoire des villages engloutis, Ottawa, Les Éditions du Vermillon, 2004, 188 p. (ISBN 1894547993)
- Niagara...la voie qui y mène, Ottawa, Éditions David, 2020, 440 p. (ISBN 9782895977308 et 9782895977629)
- Pointe Maligne, retrouvée par les textes. Présence française dans le Haut Saint-Laurent (tome II), Ottawa, Les Presses de l'Université d'Ottawa, 2023, 560 p. (ISBN 9782760337671, 9782760337688 et 9782760337695)
- Pointe Maligne. L’infiniment oubliée. Présence française dans le Haut Saint-Laurent ontarien (tome 1), Ottawa, Les Presses de l'Université d'Ottawa, 2024 (1re éd. 2009), 380 p. (ISBN 9782760339330 et 9782760337459)

### Poésie
- Le temps volé, Ottawa, Les Éditions du Vermillon, 1991, 130 p. (ISBN 0919925774)
- Tendre capture, Ottawa, Les Éditions du Vermillon, 1993, 120 p. (ISBN 1895873029)
- Ô Sirènes, libérez-moi, Ottawa, Les Éditions du Vermillon, 1996, 100 p. (ISBN 9781895873382)
- Ô Saint-Laurent : Le fleuve à son commencement, Ottawa, Les Éditions du Vermillon, 2002, 128 p. (ISBN 9781894547369 et 9781771201179)
- Barricades mystérieuses, Ottawa, Les Éditions du Vermillon, 2012, 120 p. (ISBN 9781926628332, 9781771200165 et 9781771200158)

### Théâtre
- Moulinette, Ottawa, Les Éditions du Vermillon, 2001, 98 p. (ISBN 1894547144)

### Collectifs
« Leur temps est-il nôtre? », dans Andrée Lacelle, Poèmes de la résistance, Sudbury, Les Éditions Prise de parole, 2019, 109 p. (ISBN 9782897441821, 9782897441838 et 9782897441845), p. 87

## Prix et honneurs
- 2001 : Prix du livre d'Ottawa, pour Dans les pas de la louve[10].
- 2009 : Prix du Gouverneur général : études et essais de langue française pour Pointe Maligne : l'infiniment oubliée[11].
- 2010 : Prix Émile-Ollivier, pour Pointe Maligne : l'infiniment oubliée[12].
- 2013 : Prix littéraire Le Droit, pour Barricades mystérieuses[13].
- 2021 : Prix du livre d'Ottawa, pour Niagara... la voie qui y mène[14].